# Bernhard Gstrein
Bernhard Gstrein (n. 19 septembrie 1965, Sölden⁠(d), Tirol, Austria) este un schior alpin ce a reprezentat Austria, medaliat olimpic. A participat la 3 ediții ale Jocurilor Olimpice (1988, 1992, 1994) în care a câștigat o medalie de argint.